# Serromyia borealis
Serromyia borealis är en tvåvingeart som beskrevs av Art Borkent 1990. Serromyia borealis ingår i släktet Serromyia och familjen svidknott. Inga underarter finns listade i Catalogue of Life.